# Harmonija (glazba)
Harmonija je izraz koji u glazbi označava dio glazbene teorije koji se bavi proučavanjem akorda, tj. tri ili više tonova koji zvuče istodobno, njihove međuodnose, progresije, kao i njihovo praktično korištenje.
Zvuk u glazbi sastoji se od vodoravne i okomite komponente. Dok se vodoravni aspekt glazbe sastoji od onoga što se događa u određenom vremenskom razmaku: melodija, kontrapunkt i ritam, okomiti aspekt predstavlja ukupnost onoga što se događa u jednom trenutku ili iznimno kratkom vremenskom razmaku. Pojednostavljeno, harmonija se bavi okomitim međuodnosom tonova.
Prema srednjovjekovnim tekstovima, naziv harmonija prvi je koristio Pitagora, a prvo temeljito istraživanje harmonije proveo je Jean-Philippe Rameau, koji u knjizi iz 1722. godine Traktat o harmoniji prvi pokušava normirati akorde i rastumačiti njihove međusobne odnose. ↓1

## Povijesni razvoj

### Od antike do renesanse
Harmonija je riječ grčkog porijekla i u starih Grka označava sporazum, način spajanja ili uravnoteživanja različitosti ili suprotnosti (od harmos = zglob, rame). U njih se taj pojam samo posredno odnosi na glazbu, jer se kroz odnos suzvučnih tonova sagledava kozmička harmonija sfera, tj. harmonija cijelog kozmosa.

## Bilješka
↑1  T. Petrović: Od Arcadelta do Tristanova akorda, str. 6.